# مايكل غور
مايكل غور (بالإنجليزية: Michael Gurr)‏ هو كاتب خطابات وكاتب مسرحي أسترالي، ولد في 29 أكتوبر 1961 في ملبورن في أستراليا، وتوفي في 2 مايو 2017 في St Vincent's Hospital, Melbourne ‏ في أستراليا.

## وصلات خارجية
- مايكل غور على موقع IMDb (الإنجليزية)
- مايكل غور على موقع قاعدة بيانات الفيلم (الإنجليزية)